# TBV Lemgo
TBV Lemgo – niemiecki męski klub piłki ręcznej z Lemgo, powstały w 1911. Od 1983 występuje nieprzerwanie w Bundeslidze. Dwukrotny mistrz Niemiec, dwukrotny zdobywca Pucharu EHF (2005/2006, 2009/2010), półfinalista Ligi Mistrzów w sezonie 1997/1998.

## Historia
Między 1980 a 1983 klub awansował z czwartej klasy rozgrywkowej do Bundesligi. W debiutanckim sezonie 1983/1984 zajął w niej 12. miejsce. W sezonie 1994/1995 zdobył pierwszy medal mistrzostw Niemiec, kończąc rozgrywki na 3. pozycji. W sezonie 1996/1997 wygrał 26 meczów, jeden zremisował i trzy przegrał – uzyskał 53 punkty i zajął w Bundeslidze 1. miejsce, zostając mistrzem kraju. Drugie mistrzostwo Niemiec TBV Lemgo wywalczyło w sezonie 2002/2003, w którym odniosło 31 zwycięstw w 34 spotkaniach. W sezonie 2003/2004 po raz ostatni stanęło na podium Bundesligi, kończąc zmagania na 3. pozycji. W kolejnych latach nadal należało do czołowych zespołów niemieckich. Poza pierwszą dziesiątkę wypadło w sezonie 2014/2015. Wróciło do niej w sezonie 2017/2018 (9. miejsce).
TBV Lemgo trzykrotnie zdobyło  też Puchar Niemiec. W sezonie 1994/1995 pokonało w finale HSV Düsseldorf (24:18), w sezonie 1996/1997 wygrało w finale z HSG Dutenhofen/Münchholzhausen (28:23), zaś w sezonie 2001/2002 zwyciężyło w rozegranym 7 kwietnia 2002 w Hamburgu meczu finałowym SC Magdeburg (25:23). Ponadto szczypiorniści TBV Lemgo czterokrotnie sięgnęli po Superpuchar Niemiec (1997, 1999, 2002, 2003).
Klub trzykrotnie grał w Lidze Mistrzów. W sezonie 1997/1998 dotarł do 1/2 finału, w której przegrał z hiszpańską FC Barceloną (22:31; 34:32). W sezonach 2003/2004 i 2004/2005 TBV Lemgo odpadało z Ligi Mistrzów w 1/4 finału (w obu przypadkach po porażkach ze słoweńskim RK Celje). Dziewięciokrotnie drużyna uczestniczyła również w Pucharze EHF, triumfując w tych rozgrywkach w sezonach 2005/2006 i 2009/2010. W pierwszym przypadku pokonała w rozegranym 23 i 30 kwietnia 2006 dwumeczu finałowym Frisch Auf Göppingen (30:29; 25:22), natomiast w drugim wygrała z Kadetten Schaffhausen (24:18; 28:30; mecze 23 i 29 maja 2010). W sezonie 1995/1996 TBV Lemgo zdobyło Puchar Zdobywców Pucharów.

## Sukcesy
Krajowe
- Bundesliga:
  - 1. miejsce: 1996/1997, 2002/2003
  - 2. miejsce: 1997/1998, 2000/2001

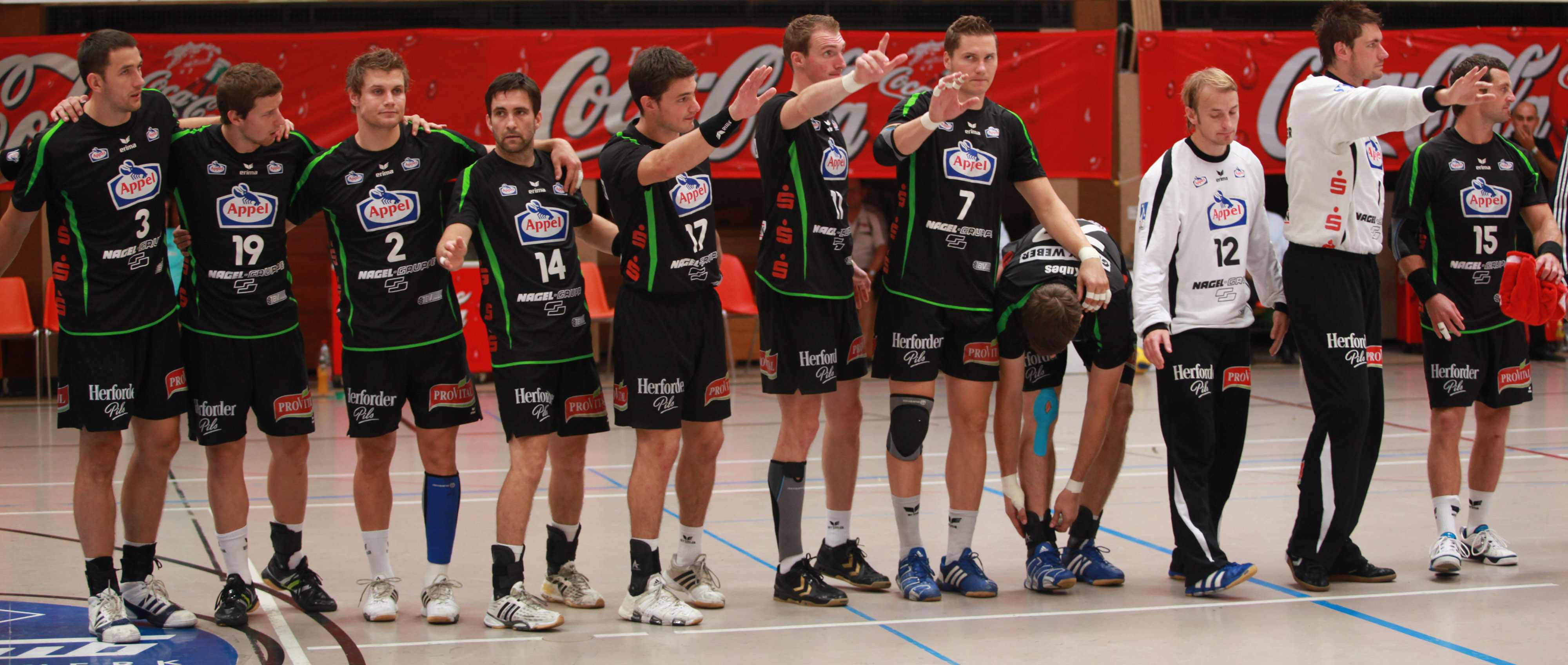
Drużyna TBV Lemgo (2009)

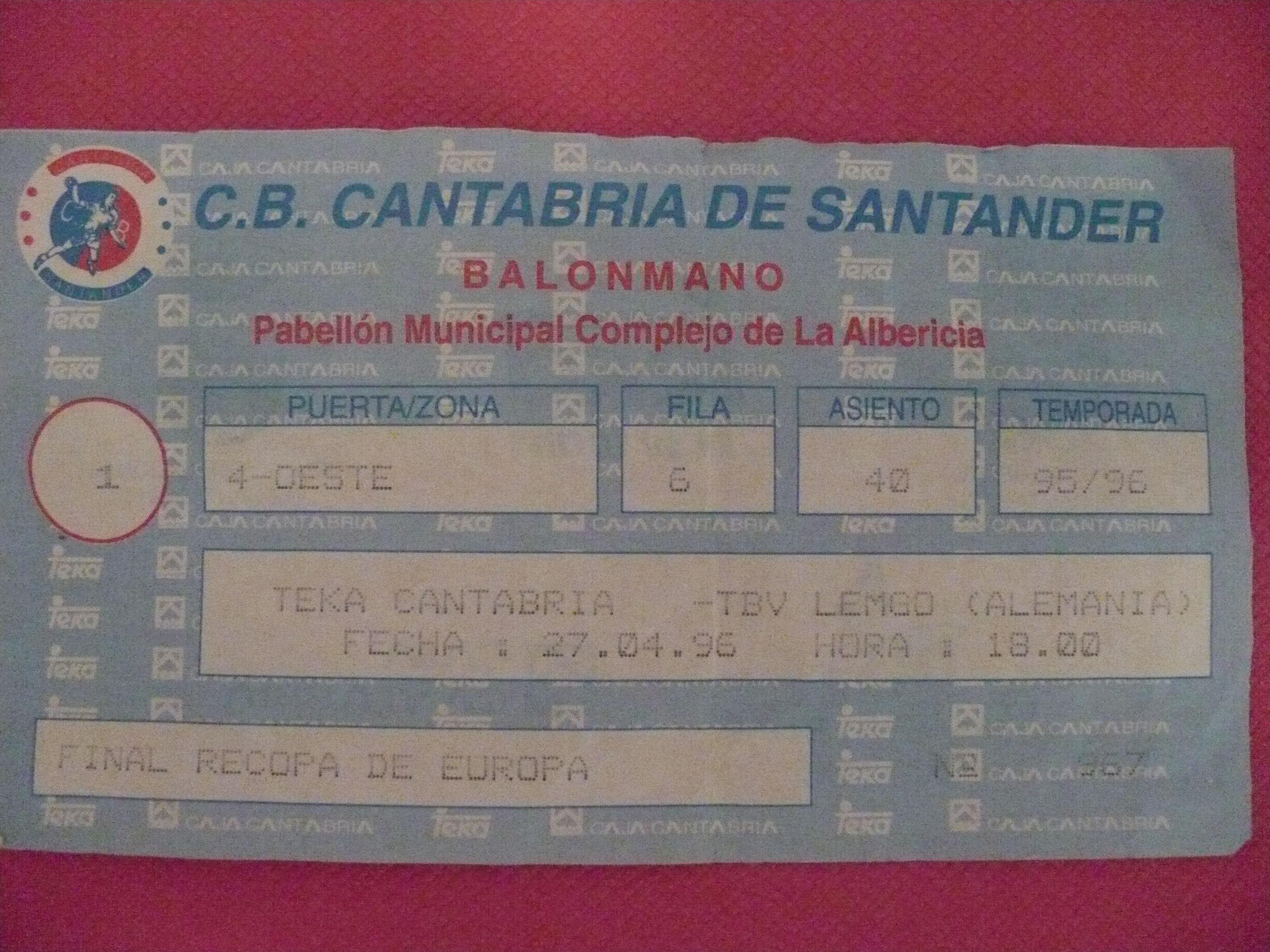
Bilet na drugi mecz finałowy Pucharu Zdobywców Pucharów (1996)

  - 3. miejsce: 1994/1995, 1995/1996, 1998/1999, 2001/2002, 2003/2004
- Puchar Niemiec:
  - Zwycięstwo: 1994/1995, 1996/1997, 2001/2002
- Superpuchar Niemiec:
  - Zwycięstwo: 1997, 1999, 2002, 2003

Międzynarodowe
- Liga Mistrzów:
  - 1/2 finału: 1997/1998
  - 1/4 finału: 2003/2004, 2004/2005
- Puchar EHF:
  - Zwycięstwo: 2005/2006, 2009/2010
  - 1/2 finału: 1998/1999, 2010/2011
- Puchar Zdobywców Pucharów:
  - Zwycięstwo: 1995/1996
  - 1/2 finału: 2002/2003

## Kadra w sezonie 2021/2022
| Bramkarze - 12. Timon Mühlenstädt - 25. Peter Johannesson - 30. Finn Zecher Rozgrywający - 2. Lukas Hutecek - 5. Andrej Kogut - 7. Isaías Guardiola - 8. Frederik Simak - 9. Jonathan Carlsbogård - 23. Tim Suton - 34. Andreas Cederholm - 40. Niko Blauuw - 42. Linus Geis | Skrzydłowi - 4. Bjarki Már Elísson - 14. Bobby Schagen - 22. Kian Schwarzer - 24. Lukas Zerbe Obrotowi - 16. Marcel Timm - 30. Gedeón Guardiola |